# Steve Maltais
Pour les articles homonymes, voir Maltais (homonymie).
Steve G. Maltais (né le 25 janvier 1969 à Arvida) est un joueur de hockey sur glace ayant joué partiellement dans la Ligue nationale de hockey.

## Carrière
Né dans la province de Québec, Steve Maltais fit tout de même ses armes au niveau junior dans la Ligue de hockey de l'Ontario avec les Royals de Cornwall après avoir emménagé à Toronto à l'âge de seize ans. Il passera trois saisons avec Cornwall durant lesquels il se verra être réclamé au repêchage d'entrée dans la LNH en 1987 étant le troisième choix des Capitals de Washington, le 57e joueur à être repêché au total.
Lors de sa dernière saison junior, Maltais récolta 53 buts et un total de 123 points. Ce qui lui permit d'être nommé dans la deuxième équipe d'étoiles de la OHL en 1989. Il passa au niveau professionnel au printemps de la même année en se joignant au Komets de Fort Wayne de la Ligue internationale de hockey à l'occasion des séries éliminatoires.
En 1989-1990, il prend part à huit rencontres avec les Capitals mais il se démarqua avec leur club école de la Ligue américaine de hockey, les Skipjacks de Baltimore, récoltant un total de 66 points en 67 parties. Il passa en juin 1991 aux mains des North Stars du Minnesota puis, moins d'un an plus tard, aux Nordiques de Québec.
À l'été 1992, il est réclamé lors du repêchage d'expansion du Lightning de Tampa Bay pour qui il joue son plus grand nombre de matchs en une saison dans la LNH, soit 63. Maltais ne passera qu'une saison avec l'équipe avant de se voir être échangé à nouveau  cette fois aux Red Wings de Détroit.
Après six saisons partagé entre cinq formation de la LNH sans avoir été en mesure de se taille un poste de joueur permanent, il signe à l'été 1994 un contrat avec les Wolves de Chicago, nouvelle franchise de la LIH, et devient une vedette instantanément auprès des supporters de l'équipe.
Fier d'une récolte de 97 points à sa première saison avec Chicago, il est nommé dans la première équipe d'étoiles de la LIH. Il s'aligna avec l'équipe jusqu'à la fin de sa carrière en 2005, partageant la saison 2000-2001 entre Chicago et la nouvelle concession de la LNH, les Blue Jackets de Columbus.
Bien qu'ayant toujours eu des résultats infructueux dans la « grande ligue », il connut un tout autre sort dans la LIH récoltant un très grand succès dans cette ligue et avec les Wolves. Ces mêmes succès le suivront d'ailleurs lorsque la LIH cessera ses activités en 2001 et que l'équipe de Chicago sera appelé à joindre les rangs de la LAH.
En 2005, après avoir joué 843 parties avec les Wolves, ce qui est toujours un record de la franchise, Steve Maltais annonce son retrait de la compétition. Seulement avec Chicago, il aura récolté deux Coupe Turner remis aux champions des séries éliminatoires dans la LIH, une coupe Calder pour les champions de la LAH, le trophée Leo-P.-Lamoureux remis au meilleur pointeur de la LIH, les mêmes honneur en LAH avec le trophée John-B.-Sollenberger.
Au terme de la saison 2006-2007, Steve Maltais détenait encore auprès des Wolves de Chicago le record pour le plus grand nombre de buts en une saison avec 60, ainsi que les records pour le plus grand nombre de buts (454), de passes (496), de points (950), de minutes de punitions (1053) et de matchs joués (843) dans l'histoire des Wolves.
En 2006, les Wolves retirèrent le numéro qu'il a porté fièrement, le 11.

## Statistiques
| Saison     | Équipe                    | Ligue      |     | Saison régulière | Saison régulière | Saison régulière | Saison régulière | Saison régulière |    | Séries éliminatoires | Séries éliminatoires | Séries éliminatoires | Séries éliminatoires | Séries éliminatoires |
| Saison     | Équipe                    | Ligue      | PJ  | B                | A                | Pts              | Pun              | PJ               | B  | A                    | Pts                  | Pun                  |                      |                      |
| 1986-1987  | Royals de Cornwall        | LHO        | 65  | 32               | 12               | 44               | 29               | 5                | 0  | 0                    | 0                    | 2                    |                      |                      |
| 1987-1988  | Royals de Cornwall        | LHO        | 59  | 39               | 46               | 85               | 30               | 11               | 9  | 6                    | 15                   | 33                   |                      |                      |
| 1988-1989  | Royals de Cornwall        | LHO        | 58  | 53               | 70               | 123              | 67               | 18               | 14 | 16                   | 30                   | 16                   |                      |                      |
| 1988-1989  | Komets de Fort Wayne      | LIH        |     |                  |                  |                  |                  | 4                | 2  | 1                    | 3                    | 0                    |                      |                      |
| 1989-1990  | Capitals de Washington    | LNH        | 8   | 0                | 0                | 0                | 2                | 1                | 0  | 0                    | 0                    | 0                    |                      |                      |
| 1989-1990  | Skipjacks de Baltimore    | LAH        | 67  | 29               | 37               | 66               | 54               | 12               | 6  | 10                   | 16                   | 22                   |                      |                      |
| 1990-1991  | Capitals de Washington    | LNH        | 7   | 0                | 0                | 0                | 2                |                  |    |                      |                      |                      |                      |                      |
| 1990-1991  | Skipjacks de Baltimore    | LAH        | 73  | 36               | 43               | 79               | 97               | 6                | 1  | 4                    | 5                    | 10                   |                      |                      |
| 1991-1992  | North Stars du Minnesota  | LNH        | 12  | 2                | 1                | 3                | 2                |                  |    |                      |                      |                      |                      |                      |
| 1991-1992  | Wings de Kalamazoo        | LIH        | 48  | 25               | 31               | 56               | 51               |                  |    |                      |                      |                      |                      |                      |
| 1991-1992  | Citadels d'Halifax        | LAH        | 10  | 3                | 3                | 6                | 0                |                  |    |                      |                      |                      |                      |                      |
| 1992-1993  | Lightning de Tampa Bay    | LNH        | 63  | 7                | 13               | 20               | 35               |                  |    |                      |                      |                      |                      |                      |
| 1992-1993  | Knights d'Atlanta         | LIH        | 16  | 14               | 10               | 24               | 22               |                  |    |                      |                      |                      |                      |                      |
| 1993-1994  | Red Wings de Détroit      | LNH        | 4   | 0                | 1                | 1                | 0                |                  |    |                      |                      |                      |                      |                      |
| 1993-1994  | Red Wings de l'Adirondack | LAH        | 73  | 35               | 49               | 84               | 79               | 12               | 5  | 11                   | 16                   | 14                   |                      |                      |
| 1994-1995  | Wolves de Chicago         | LIH        | 79  | 57               | 40               | 97               | 145              | 3                | 1  | 1                    | 2                    | 0                    |                      |                      |
| 1995-1996  | Wolves de Chicago         | LIH        | 81  | 56               | 66               | 122              | 161              | 9                | 7  | 7                    | 14                   | 20                   |                      |                      |
| 1996-1997  | Wolves de Chicago         | LIH        | 81  | 60               | 54               | 114              | 62               | 4                | 2  | 0                    | 2                    | 4                    |                      |                      |
| 1997-1998  | Wolves de Chicago         | LIH        | 82  | 46               | 57               | 103              | 120              | 22               | 8  | 11                   | 19                   | 28                   |                      |                      |
| 1998-1999  | Wolves de Chicago         | LIH        | 82  | 56               | 44               | 100              | 164              | 10               | 4  | 6                    | 10                   | 2                    |                      |                      |
| 1999-2000  | Wolves de Chicago         | LIH        | 82  | 44               | 46               | 90               | 78               | 16               | 9  | 4                    | 13                   | 14                   |                      |                      |
| 2000-2001  | Blue Jackets de Columbus  | LNH        | 26  | 0                | 3                | 3                | 12               |                  |    |                      |                      |                      |                      |                      |
| 2000-2001  | Wolves de Chicago         | LIH        | 50  | 25               | 26               | 51               | 57               | 16               | 7  | 10                   | 17                   | 2                    |                      |                      |
| 2001-2002  | Wolves de Chicago         | LAH        | 67  | 31               | 32               | 63               | 62               | 25               | 12 | 10                   | 22                   | 22                   |                      |                      |
| 2002-2003  | Wolves de Chicago         | LAH        | 79  | 30               | 56               | 86               | 86               | 9                | 3  | 5                    | 8                    | 12                   |                      |                      |
| 2003-2004  | Wolves de Chicago         | LAH        | 76  | 31               | 33               | 64               | 67               | 10               | 5  | 4                    | 9                    | 16                   |                      |                      |
| 2004-2005  | Wolves de Chicago         | LAH        | 80  | 18               | 42               | 60               | 59               | 18               | 5  | 7                    | 12                   | 6                    |                      |                      |
| Totaux LNH | Totaux LNH                | Totaux LNH | 120 | 9                | 18               | 27               | 53               | 1                | 0  | 0                    | 0                    | 0                    |                      |                      |
| Totaux LAH | Totaux LAH                | Totaux LAH | 525 | 213              | 295              | 508              | 504              | 92               | 37 | 51                   | 88                   | 98                   |                      |                      |
| Totaux LIH | Totaux LIH                | Totaux LIH | 601 | 383              | 374              | 757              | 860              | 84               | 38 | 40                   | 78                   | 70                   |                      |                      |

## Honneurs et trophée
- Ligue de hockey de l'Ontario
  - Membre de la deuxième équipe d'étoiles en 1989
- Ligue internationale de hockey
  - Membre de la première équipe d'étoiles en 1995 , 1999 et en 2000.
  - Membre de la deuxième équipe d'étoiles en 1996 et en 1997.
  - Vainqueur du trophée Leo-P.-Lamoureux (meilleur pointeur de la LIH ) en 2000.
  - Vainqueur de la Coupe Turner (champion des séries éliminatoires dans la LIH) en 1998 et en 2000.
- Ligue américaine de hockey
  - Membre de la deuxième équipe d'étoiles de la LAH en 2004.
  - Vainqueur du trophée John-B.-Sollenberger (meilleur pointeur de la LAH) en 2003.
  - Vainqueur de la Coupe Calder (champion des séries dans la LAH ) en 2002.
- Wolves de Chicago
  - Le 15 avril 2006, l'équipe retira son numéro, le 11[4].

### Transactions
- 1987 ; repêché par les Capitals de Washington ( 3e choix de l'équipe, 57e au total).
- 21 juin 1991; échangé par les Capitals aux North Stars du Minnesota avec Trent Klatt en retour de Shawn Chambers.
- 8 mars 1992; échangé par les North Stars aux Nordiques de Québec en retour de Kip Miller.
- 18 juin 1992 ; réclamé par le Lightning de Tampa Bay lors de leur repêchage d'expansion.
- 8 juin 1993; échangé par le Lightning aux Red Wings de Détroit en retour de Dennis Vial.
- 8 septembre 1994; signe à titre d'agent libre avec les Wolves de Chicago.
- 6 octobre 2000; signe à titre d'agent libre avec les Blue Jackets de Columbus.
- été 2001 ; les Wolves de Chicago se joignent à la LAH à la suite de la dissolution de la LIH.
- 11 septembre 2003; signe à titre d'agent libre avec les Wolves de Chicago.
- été 2005 ; annonce son retrait de la compétition.